# USS LST-891
O USS LST-891 foi um navio de guerra norte-americano da classe LST que operou durante a Segunda Guerra Mundial.